# Fujiidera (Osaka)
Fujiidera (藤井寺市 Fujiidera-shi?) es una ciudad japonesa localizada al este de la prefectura de Osaka. Es considerada una ciudad dormitorio de Osaka. En este lugar se encuentran diversos kofun o túmulos funerarios antiguos. También en esta ciudad se encuentra el templo budista de Fujii-dera, uno de los puntos dentro del peregrinaje de Saigoku Kannon.

## Historia
Entre los siglos IV y VI se construyeron varios kofun en un área llamado Furuichi-kofun-gun (古市古墳群?).
Hacia 1959 los pueblos de Fujiidera y Dōmyōji se fusionaron para crear el pueblo de Fujiidera-Dōmyōji; al año siguiente fue renombrado a Misasagi. Fue promovido a ciudad el 1 de noviembre de 1966 y renombrado como Fujiidera.

## Geografía

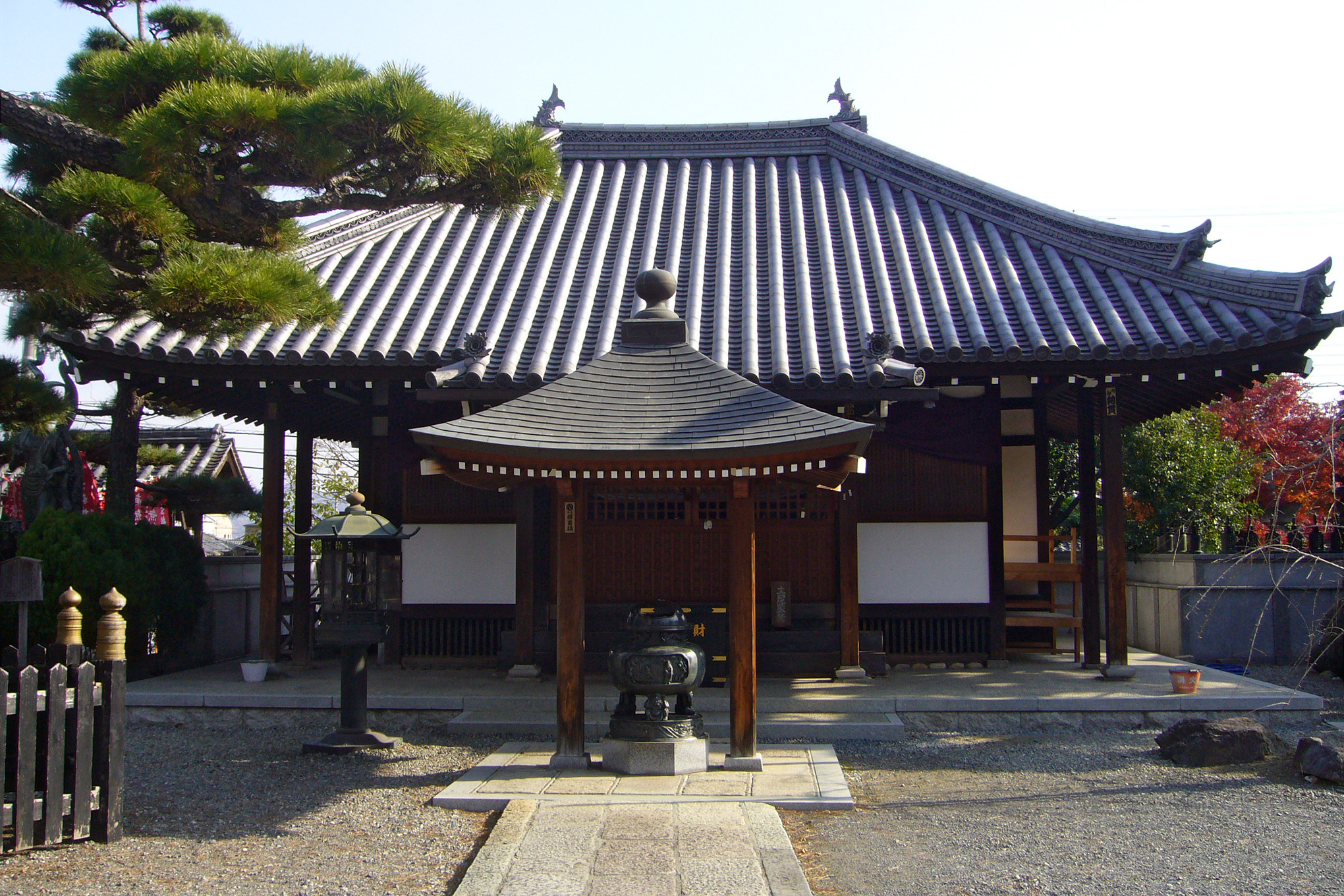
Fujii-dera.

Dos ríos recorren la ciudad, el Yamatogawa, y el Ishikawa. Están protegidos por diques para evitar inundaciones en las áreas bajas colindantes.
Las localidades colindantes a Fujiidera son: Yao, Habikino, Matsubara y Kashiwara. 

## Lugares de interés
- AICEL Shura Hall (アイセルシュラホール Aiseru shura hōru?);
- Templos budistas de Fujii-dera (藤井寺?) y Dōmyō-ji (道明寺?);
- Dōmyō-ji Tenman-gū (道明寺天満宮?), Santuario sintoísta.

## Ciudades hermanadas
- Yamazoe (Japón)
- Huangshan (República Popular de China)